# Lannemaignan
Lannemaignan är en kommun i departementet Gers i regionen Occitanien i sydvästra Frankrike. Kommunen ligger i kantonen Cazaubon som tillhör arrondissementet Condom. År 2022 hade Lannemaignan 105 invånare.

## Befolkningsutveckling
Antalet invånare i kommunen Lannemaignan
Referens:INSEE